# Langley (Einheit)
Das Langley (Einheitenzeichen: lan oder ly), auch als Pyron (von griech.: pyros) bezeichnet, ist eine nach dem US-amerikanischen Astrophysiker Samuel Pierpont Langley benannte angloamerikanische Einheit der Bestrahlung. Sie kann beispielsweise bei der Angabe der an einem Tag an einem Ort auf die Erdoberfläche auftreffenden Sonnenenergie verwendet werden.
1 lan = 1 ly = 1 calth/cm² = 41 840 Joule/Meter²
1 lan = ca. 11,622 Wh/m².